# Hawise d'Aumale
Hawise d'Aumale (avant 1165 – 11 mars 1214), fut comtesse d'Aumale et dame d'Holderness en succédant à son père, en 1179.

## Biographie
Elle est la fille de Guillaume le Gros († 1179), comte d'Aumale et comte d'York, et de Cécilia FitzDuncan (ou de Rumilly), fille de William Fitzduncan. À la mort de son père, elle hérite de tout le patrimoine familial, ainsi que des baronnies de Skipton (Yorkshire) et Copeland (Cumberland) par sa mère. Elle est alors mineure, et devient une pupille royale.
Le 14 janvier 1180, elle épouse Guillaume (II) de Mandeville († 1189), 3e comte d'Essex, au château de Pleshey (Essex). Il utilise occasionnellement le titre de comte d'Aumale jusqu'à sa mort. Leur mariage ne donne pas de descendant.
Richard Cœur de Lion décide de marier la riche héritière à son commandant poitevin des forces navales Guillaume de Forz (ou des Forts, de Fors, de Fortibus). Mais Hawise refuse cet époux. Elle doit cependant se soumettre après que le roi ait fait saisir ses biens. Elle épouse de Forz probablement à la fin de l'année 1190, car au début de cette année, elle accompagne Aliénor d'Aquitaine en Normandie et peut-être en Sicile. Son deuxième mari meurt en 1195.
En troisièmes noces à Sées en 1195, elle épouse Baudouin de Béthune († 1212 ; cf. Béthune), un noble d'origine flamande. Il avait été l'un des hommes capturés en même temps que le roi en 1192, et avait contribué à sa libération. Après la mort de ce dernier en 1212, elle offre au roi de payer 5 000 livres sterling pour son héritage son douaire et pour ne pas être forcée de se marier à nouveau. La somme est très importante, mais elle est parmi les plus riches propriétaires anglo-normands de son temps. 
Le roi de France Philippe II s'approprie le château d'Aumale en 1196, et donne le petit comté d'Aumale à Renaud de Dammartin, le comte de Boulogne en décembre 1204.
Elle est décrite par Richard de Devizes comme « une femme qui était presque un homme, à qui il ne manquait rien de viril excepté la virilité ». Elle est donc très probablement une femme particulièrement indépendante, d'où ses réticences à se marier. 
Elle meurt en 1213 ou en 1214, et probablement avant le 8 mars 1214.
Son fils Guillaume de Fortz est confirmé par le roi d'Angleterre Jean Sans Terre comme successeur de sa mère dans ses possessions anglaises, avec obligation d'épouser Aveline de Monfichet pour pouvoir toucher ses revenus. Il est parfois appelé comte d'Albemarle, mais incorrectement, car il ne tenait pas un titre de comte anglais.

## Mariage et descendance
Elle se maria trois fois :
- En 1180, elle épouse Guillaume (II) de Mandeville († 1189), 3e comte d'Essex, qui prend alors le titre de comte d'Aumale. Le mariage est sans enfants ;
- Vers 1190, elle épouse Guillaume de Forz (ou des Forts, de Fors, de Fortibus) († 1195), qui prend aussi le titre de comte d'Aumale. Ils ont pour fils :
  - Guillaume de Forz († 1241), comte d'Albemarle, important baron anglais ;
- En 1196, elle épousa Baudouin de Béthune († 1212), seigneur de Choques qui lui aussi prend le titre de comte. Ils ont pour fille :
  - Alice († prob. v. 1216), qui épouse Guillaume (II) le Maréchal, 2e comte de Pembroke en 1214.

### Source
- Barbara English: The Lords of Holderness 1086-1260 (Hull, 1991)
- Barbara English, « Hawisa, suo jure countess of Aumale, and countess of Essex (d. 1213/14) », Oxford Dictionary of National Biography, Oxford University Press, 2004. Consulté en février 2009. Hawisa (d. 1213/14): DOI 10.1093/ref:odnb/59591